# Животный уголь
Животный уголь или костяной уголь (лат. carbo animalis) — пористый черный материал, полученный путем обугливания костей животных. Его состав варьируется в зависимости от того, как он сделан. Обычно состоит из ортофосфата кальция на 57–80%, карбоната кальция на 6–10% и углерода на 7–10%. Используется для фильтрации и обесцвечивания.

## Производство
Костяной уголь в основном изготавливают из костей крупного рогатого скота и свиней. Однако, для предотвращения распространения болезни Крейтцфельдта-Якоба череп и позвоночник обычно не используются. Кости нагревают в герметичном сосуде до 700 градусов, поддерживая низкую концентрацию кислорода. Большая часть органического материала в костях испаряется под воздействием тепла. Та же часть органического материала, которая не испарилась, остаётся в виде активированного угля в конечном продукте. При нагревании костей в атмосфере, богатой кислородом, образуется костная зола, химически совершенно иная.
Использованный костяной уголь можно регенерировать путем промывки горячей водой для удаления примесей с последующим нагревом до в печи с контролируемым количеством воздуха.

## Использование
Ортофосфат кальция в костяном угле можно использовать для удаления фтора и ионов металлов из воды. Костяной уголь это старейший адсорбционный материал, используемый для дефторирования, но в развитых странах уже не используется. Поскольку его можно производить дешево и локально, он до сих пор используется в некоторых развивающихся странах, таких как Танзания. Костяной уголь обычно имеет меньшую площадь поверхности, чем активированный уголь, но обладает высокой адсорбционной способностью для некоторых металлов, особенно из группы 12 (медь, цинк и кадмий). Другие высокотоксичные ионы металлов, такие как мышьяк и свинец также могут быть удалены с помощью него.

### Рафинирование сахара

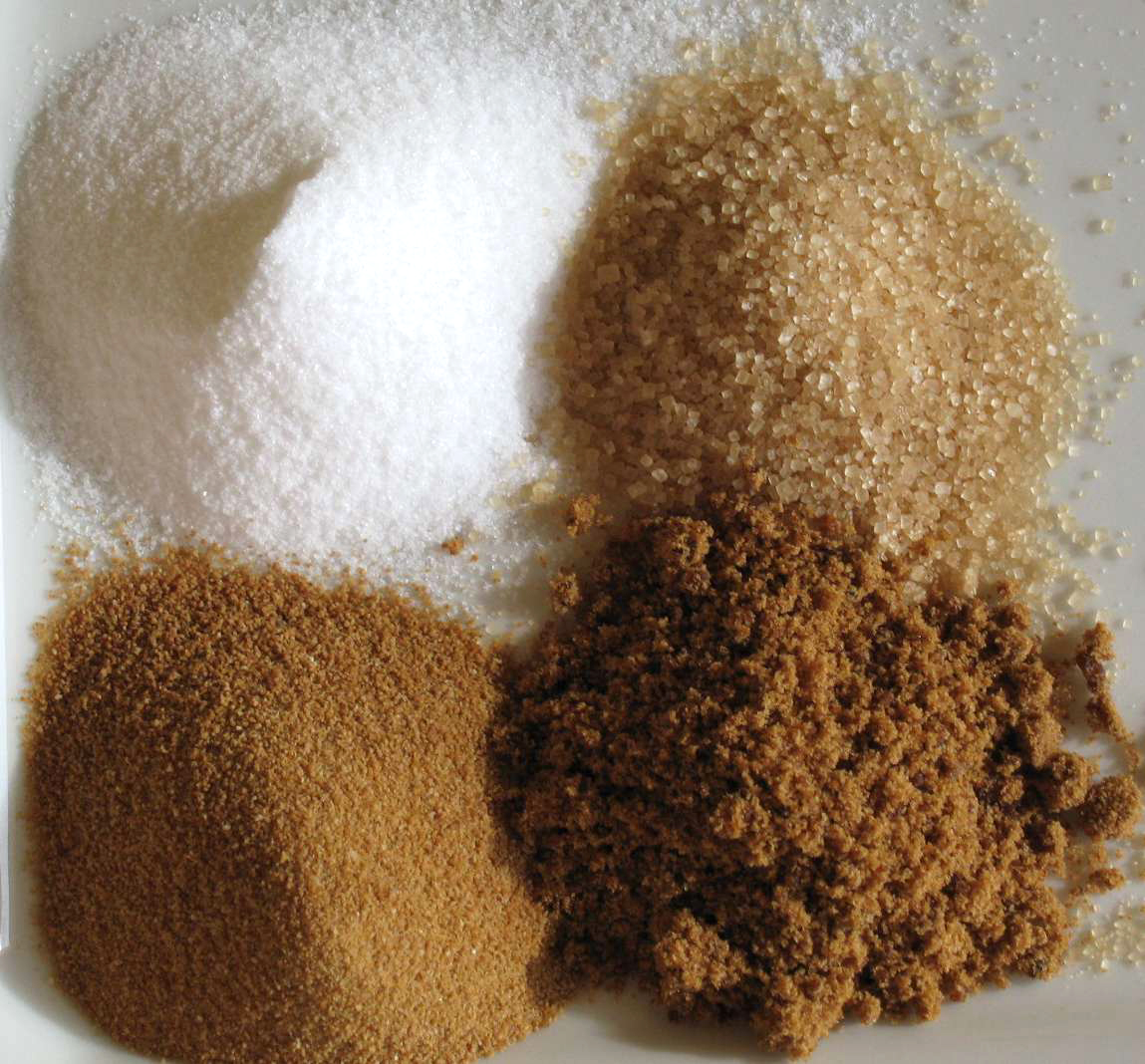
Сахара (по часовой стрелке сверху слева): белый рафинированный, нерафинированный, необработанный, коричневый.

Костяной уголь также часто использовался при рафинировании сахара в качестве обесцвечивающего агента.
Костяной уголь способен удалять различные неорганические примеси, прежде всего сульфаты, ионы магния и кальция. Их удаление снижает уровень образования накипи на более поздних этапах процесса рафинирования, когда сахарный раствор концентрируется. Однако, костяной уголь обладает низкой способностью к обесцвечиванию и должен использоваться в больших количествах. Современные альтернативы костяному углю включают активированный уголь и ионообменные смолы. Тем не менее, небольшое количество компаний по-прежнему полностью или частично используют костяной уголь для рафинирования сахара.

### Черный пигмент

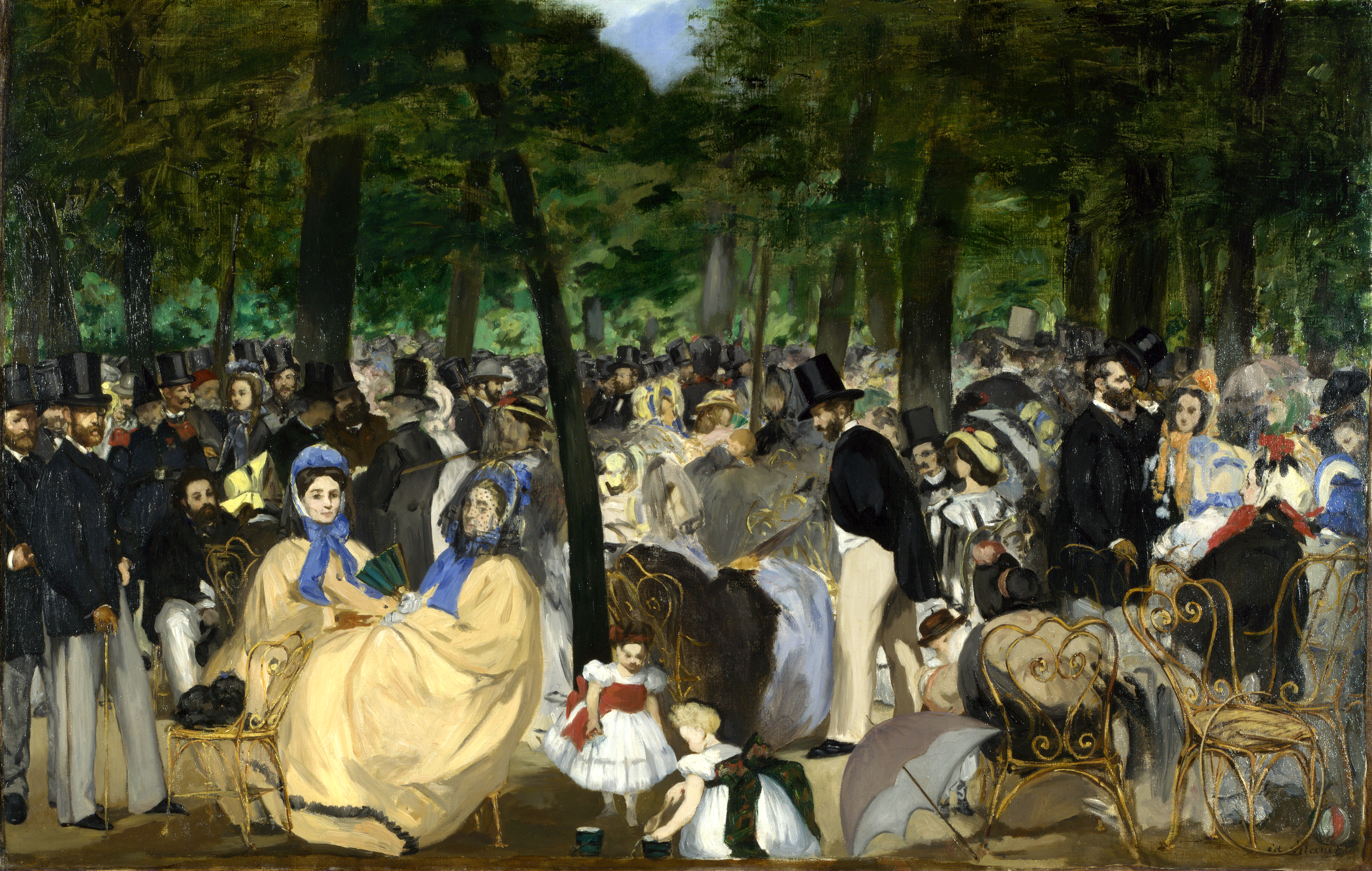
Эдуард Мане, Музыка в Тюильри, 1862 г.

Костяной уголь также используется в качестве черного пигмента для художественных красок, гравюр, а также, каллиграфических и рисовальных чернил. Пигменты созданные из костей животных называются «черная кость» или «черная слоновая кость». Эти пигменты использовали как художники эпохи возрождения типа Рембрандта и Веласкеса, так и более современными художники, как Мане и Пикассо . Черные платья и высокие шляпы джентльменов в «Музыке в Тюильри» Мане окрашены в цвет «черная слоновья кость».
Черная слоновая кость раньше изготавливалась путем измельчения обугленной слоновой кости в масле. В настоящее же время «черная слоновья кость» — это просто синоним пигмента «черная кость». Настоящая слоновая кость не используется из-за ее дороговизны и потому, что животные, являющиеся естественными источниками слоновой кости, подлежат международному контролю как исчезающие виды.

### Нишевые использования
- Животный уголь может быть использован в процессе очистки сырой нефти при производстве вазелина.
- В 18-м и 19-м веках костяной уголь, смешанный с жиром или воском (или тем и другим), использовался солдатами в полевых условиях для пропитки военного кожаного снаряжения. Во-первых, для увеличения срока его службы, а во-вторых, как самый простой способ получить пигмент для черных кожаных изделий. Военные и гражданские использовали его в качестве крема для обуви и консерванта.
- Спутник НАСА Solar Orbiter использует модифицированную форму костяного угля на его титановом теплозащитном экране. Это защищает спутник от засвечивания и перегревания. Покрытие было разработано ирландской компанией Embio с использованием технологии CoBlast, первоначально разработанной для покрытия титановых медицинских имплантатов[13].

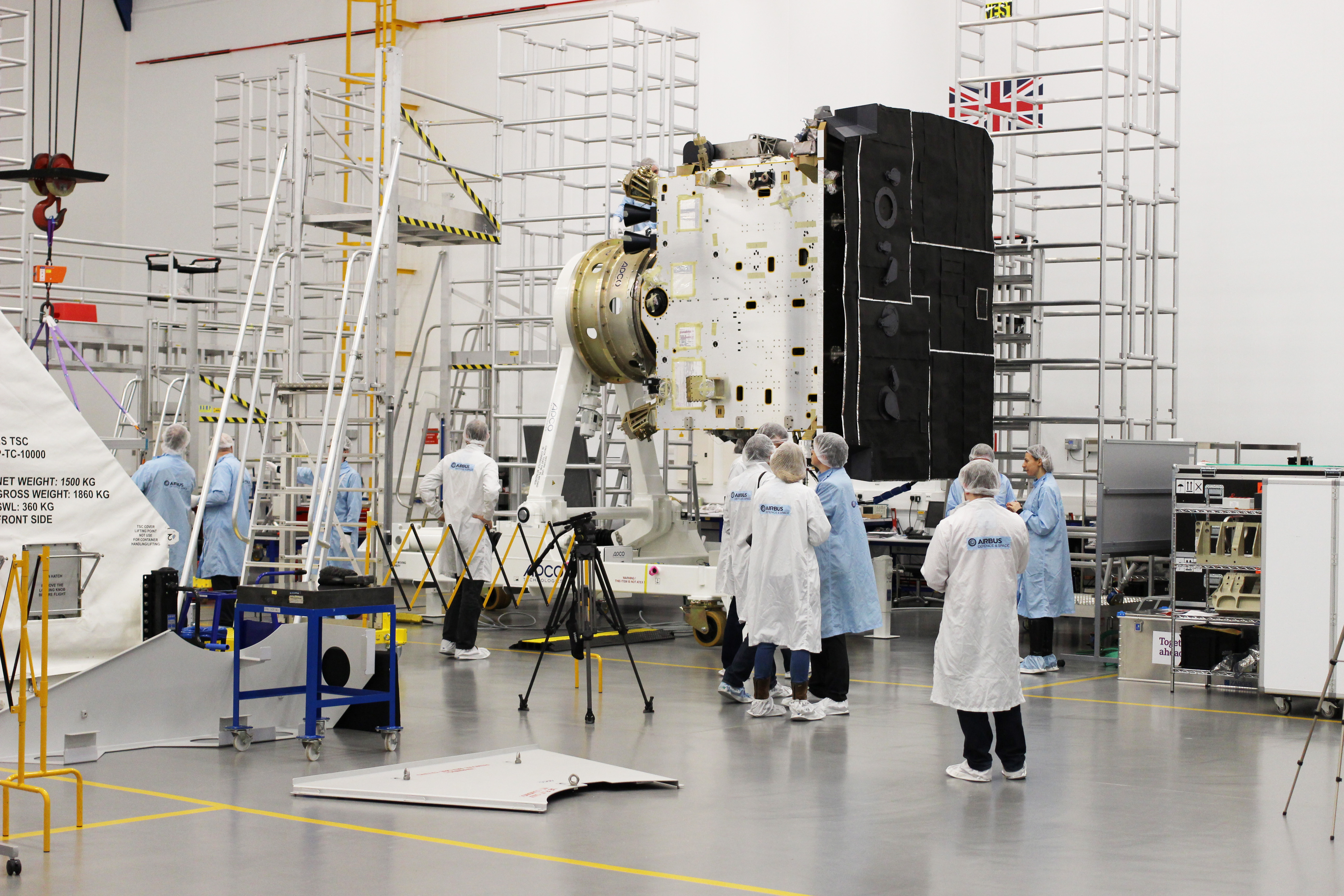
На этой фотографии показан космический орбитальный аппарат Solar Orbiter

## В популярной культуре
- Производство костяного угля было показано в сериале «Грязная работёнка» на канале Discovery в 19-й серии 5-го сезона[2].
- Костяной уголь из человеческих костей упоминается в романе Томаса Пинчона «Выкрикивается лот 49». В книге, кости американских солдат, которые погибли в бою во время Второй мировой войны в Италии, используются для фильтров в сигаретах.
- Человеческий костяной уголь, называемый «костяным углем», упоминается в романе Ярослава Гашека «Похождения бравого солдата Швейка». В книге, кости погибших солдат используются для производства костяного угля для сахарных заводов.